# Villaseca Bajera
Villaseca Bajera es un despoblado de la provincia de Soria, partido judicial de Soria, Comunidad Autónoma de Castilla y León, España. Pueblo de la comarca de Tierras Altas que pertenece al municipio de Villar del Río.
Desde el punto de vista jerárquico de la Iglesia católica forma parte de la diócesis de Osma la cual, a su vez, pertenece a la archidiócesis de Burgos.

## Geografía
Esta pequeña población de la comarca de Tierras Altas está ubicada en el norte de la provincia, bañada por el río Cidacos en la vertiente mediterránea, al sur de sierra de Camero Viejo y sierra del Hayedo de Santiago.

### Comunicaciones
Localidad situada en la carretera  provincial SO-P-1131  que comunica la SO-P-1215 entre Bretún y Villar del Río pasando por Valduerteles hasta alcanzar la autonómica SO-615, de Garray a Arnedo.

## Historia
Lugar que durante la Edad Media formaba parte de  la Comunidad de Villa y Tierra de Yanguas, en el censo de Floridablanca denominado Partido de Yanguas, señorío del marqués de Aguilar.
A la caída del Antiguo Régimen la localidad se constituye en municipio constitucional, entonces conocido como  Villaseca Bajera en la región de Castilla la Vieja, partido de Ágreda  que en el censo de 1842 contaba con  64 hogares y 244 vecinos.

## Despoblado
Muchas de sus edificaciones están completamente arrasadas y la iglesia ha quedado aislada a unos 100 metros del casco urbano. Quedó despoblado a mediados del siglo XX, en 1961 contaba con 5 habitantes, 7 viviendas y 13 edificios para otros usos.

## Yacimientos
- Villaseca 32: Fue declarada Bien de Interés Cultural en la categoría de zona arqueológica el 5 de mayo de 2005.[5]
- Fuentescalvo: Fue declarada Bien de Interés Cultural en la categoría de zona arqueológica el 5 de mayo de 2005.[5]